# Serge Mputu
Serge Bandu Mputu Mbungu (21 maggio 1980) è un ex calciatore della Repubblica Democratica del Congo, di ruolo attaccante.

## Caratteristiche tecniche
Veniva impiegato come punta centrale.

## Carriera

### Club
Nel 1999, dopo aver militato al Paulino, è passato all'Al-Hilal Omdurman. Nel 2001 si è trasferito in Europa, venendo acquistato dai belgi del Lokeren. Nello stesso anno si è trasferito al KRC Harelbeke, in cui riesce a trovare maggiore spazio. Nel 2002 è tornato al Lokeren. L'anno successivo viene ceduto a titolo definitivo all'Al-Hilal Omdurman. Nel 2006 è stato acquistato dal Benfica Luanda. Nel 2009 si è trasferito al Vita Club. Nel 2012 è tornato al Benfica Luanda, con cui ha concluso la propria carriera da calciatore.

### Nazionale
Ha debuttato in Nazionale il 20 giugno 1999, in RD del Congo-Zambia (0-1), subentrando a Mayo Mbunga al minuto 62. Ha messo a segno la sua prima rete con la maglia della Nazionale il 14 gennaio 2001, in RD del Congo-Ghana (2-1), gara in cui ha siglato la rete del momentaneo 2-0 al minuto 13 del primo tempo. Ha partecipato, con la Nazionale, alla Coppa d'Africa 2000. Ha collezionato in totale, con la maglia della Nazionale, quattro presenze e due reti.

## Statistiche

### Cronologia presenze e reti in Nazionale
| Cronologia completa delle presenze e delle reti in nazionale ― RD del Congo | Cronologia completa delle presenze e delle reti in nazionale ― RD del Congo | Cronologia completa delle presenze e delle reti in nazionale ― RD del Congo | Cronologia completa delle presenze e delle reti in nazionale ― RD del Congo | Cronologia completa delle presenze e delle reti in nazionale ― RD del Congo | Cronologia completa delle presenze e delle reti in nazionale ― RD del Congo | Cronologia completa delle presenze e delle reti in nazionale ― RD del Congo | Cronologia completa delle presenze e delle reti in nazionale ― RD del Congo |
| Data                                                                        | Città                                                                       | In casa                                                                     | Risultato                                                                   | Ospiti                                                                      | Competizione                                                                | Reti                                                                        | Note                                                                        |
| --------------------------------------------------------------------------- | --------------------------------------------------------------------------- | --------------------------------------------------------------------------- | --------------------------------------------------------------------------- | --------------------------------------------------------------------------- | --------------------------------------------------------------------------- | --------------------------------------------------------------------------- | --------------------------------------------------------------------------- |
| 20-06-1999                                                                  | Kinshasa                                                                    | RD del Congo                                                                | 0 – 1                                                                       | Zambia                                                                      | Qual. Coppa d'Africa 2000                                                   | -                                                                           | 62’                                                                         |
| 02-02-2000                                                                  | Accra                                                                       | Gabon                                                                       | 0 – 0                                                                       | RD del Congo                                                                | Coppa d'Africa 2000                                                         | -                                                                           | 59’                                                                         |
| 14-01-2001                                                                  | Kinshasa                                                                    | RD del Congo                                                                | 2 – 1                                                                       | Ghana                                                                       | Qual. Coppa d'Africa 2002                                                   | 1                                                                           | 13’                                                                         |
| 29-04-2007                                                                  | Kinshasa                                                                    | RD del Congo                                                                | 2 – 0                                                                       | Etiopia                                                                     | Qual. Coppa d'Africa 2008                                                   | 1                                                                           | 29’ 62’                                                                     |
| Totale                                                                      |                                                                             | Presenze                                                                    | 4                                                                           |                                                                             | Reti                                                                        | 2                                                                           |                                                                             |

## Palmarès

### Club

#### Competizioni nazionali
- Campionato sudanese di calcio: 4

Al-Hilal Omdurman: 1999, 2003, 2004, 2005
- Coppa di Sudan: 2

Al-Hilal Omdurman: 2000, 2004